# Thysanoplusia intermixta
Thysanoplusia intermixta là một loài bướm đêm trong họ Noctuidae.